# Fábrica Concepción
Fábrica Concepción  är en ort i kommunen San José del Rincón i delstaten Mexiko i Mexiko. Samhället hade 1 703 invånare vid folkräkningen 2020.